# Brametot

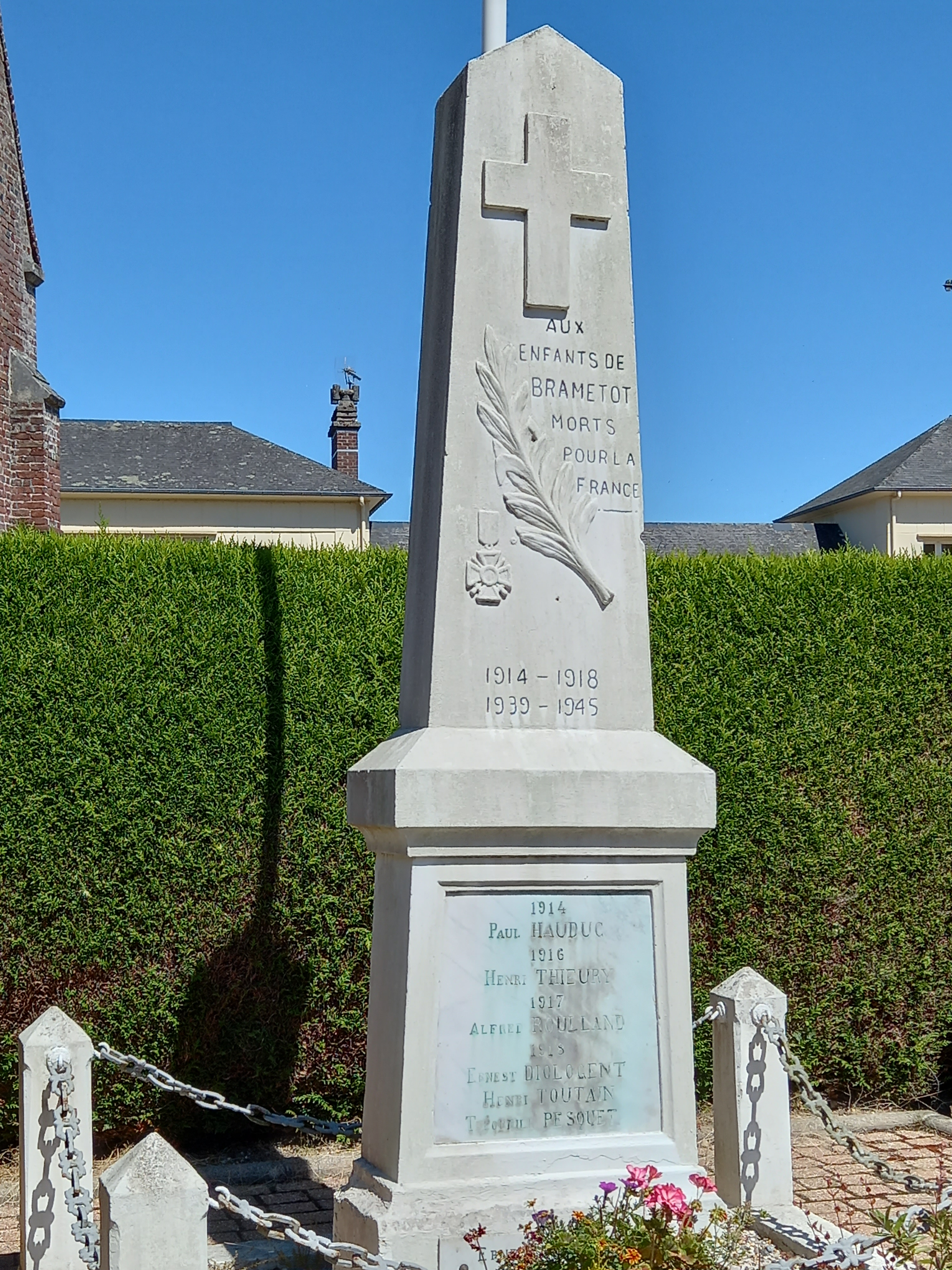
Kriegerdenkmal zur Erinnerung an die Gefallenen der beiden Weltkriege in Brametot, Zustand 2022

Brametot ist eine französische Gemeinde mit 198 Einwohnern (Stand 1. Januar 2022) im Département Seine-Maritime in der Region Normandie. Sie gehört zum Arrondissement Dieppe und zum Kanton Saint-Valery-en-Caux. Die Einwohner werden Brametotais genannt.

## Bevölkerungsentwicklung
| Jahr      | 1962 | 1968 | 1975 | 1982 | 1990 | 1999 | 2007 | 2014 |
| Einwohner | 164  | 148  | 141  | 159  | 173  | 169  | 185  |      |

## Sehenswürdigkeiten
- Kirche Saint-Denis aus dem 16. Jahrhundert
- Steinkreuz aus dem 16. Jahrhundert